# Deltochilum howdeni
Deltochilum howdeni är en skalbaggsart som beskrevs av Martinez 1955. Deltochilum howdeni ingår i släktet Deltochilum och familjen bladhorningar. Inga underarter finns listade i Catalogue of Life.